# محطة قطار شتراسبورج
محطة قطار شتراسبورج هي محطة قامت بعملها مدينة شتراسبورج بترسيم خط مترو جديد يهدف إلى تشجيع الناس على ترك سياراتهم الخاصة خارج المدينة في مواقف تم تصميمها لذلك، واستخدام المترو للوصول إلى المناطق المختلفة داخل المدينة. وكان الخط رقم B، الذي يجري من الشمال إلى الجنوب جزءًا من هذه الخطة. وقد دُعيت حديد عام 1998 إلى تصميم محطة المترو وموقف يسع 800 سيارة شمال خط المترو. وقد انتهى المشروع في ديسمبر 2001. وتحتوي المحطة على فراغ انتظار رئيسي ومخزن للدراجات ودورات مياه ومحال تجارية، بينما تم تقسيم موقف السيارات إلى جزئين. وقد اعتمدت الفكرة الأساسية للتصميم على تجميع مجموعة من الخطوط لتتحد في تكوين واحد، وهي عبارة عن نماذج الحركة المختلفة من السيارات والمترو والدراجات والمشاة. عمل هذا الإحساس ثلاثي الأبعاد على تحسين معالجة الفراغ، حيث أن فكرة الخطوط تستمر في خطوط الإضاءة في السقف. وبشكل عام، فإن الفكرة تعمل على خلق فراغ نشيط وجذاب.